# Pròmac de Pel·lene
Pròmac (en grec antic: Πρόμαχος) va ser un atleta de l'antiga Grècia, guanyador del pancraci a les Olimpíades de l'any 404 aC.
Era fill de Dríon i havia nascut a Pel·lene, a Acaia. També va guanyar tres vegades als Jocs Ístmics i dues als Jocs Nemeus. Els seus compatricis de Pel·lene li van fer dues estàtues, una a Olímpia, de bronze, i una altra, de pedra, al gimnàs de la seva ciutat.
Es diu que quan va esclatar la guerra entre Pel·lene i Corint, Pròmac va matar molts dels enemics, i també que va vèncer a Polidamant d'Escotussa, quan aquest va participar als Jocs Olímpics després de tornar sa i estalvi de la cort del rei dels perses.